# ملعب هيت كاستيل
ملعب سبارتا أو هيت كاستيل ( تنطق بالهولندية: [ət kɑsˈteːl] ) هو ملعب لكرة القدم في روتردام بهولندا. موطن فريق سبارتا روتردام. تبلغ سعة الملعب 11026.
في عام 2014، أستخدم نادي سبارتا أرضية من العشب الصناعي لأسباب تتعلق بالتكلفة، ولكن التخلص التدريجي من ذلك مرة أخرى في منتصف عام 2022. قبل صيف ، في عام 2021، بدأ العمل بالفعل لتحسين المرافق في الاستاد. حيث تم استبدال جميع المقاعد في الملعب.